# Funció de lluminositat

Funcions de lluminositat fotòpica (vermell) i escotòpica (blau).

En fotometria la  funció de lluminositat  o  funció d'eficiència lluminosa  ({\displaystyle \scriptstyle {V_{\lambda }}}, {\displaystyle \scriptstyle {V(\lambda )}} o {\displaystyle \scriptstyle {{\bar {i}}(\lambda )}}) descriu la relació entre la sensació de llum humana i el concepte físic de llum, que és la quantitat a la qual els instruments de mesura reaccionen. Aquesta funció és diferent depenent que l'ull estigui adaptat a condicions de bona il·luminació (visió fotòpica) o de mala il·luminació (visió escotòpica). Així, en condicions fotòpiques, la corba assoleix el seu pic al voltant dels 555 nm, mentre que en condicions escotòpiques ho fa al voltant dels 507 nm.